# 천천중학교 (전북)
천천중학교(天川中學校)는 대한민국 전북특별자치도 장수군 천천면 춘송리에 있는 공립 중학교이다.

## 학교 연혁
- 1971년 3월 8일 : 천천중학교 개교
- 2023년 9월 1일 : 제24대 송영미 교장 부임
- 2024년 1월 3일 : 제51회 5명 졸업(총 3,566명)
- 2024년 3월 4일 : 2024학년도 신입생 3명 입학

## 참고 자료
- 천천중학교 - 한국교육학술정보원 학교알리미